# インフィニティ・ガントレット
『インフィニティ・ガントレット』 (The Infinity Gauntlet) は、1991年12月よりマーベル・コミックスから出版された全6号のリミテッド・シリーズであり、同作に登場する架空の道具の名称でもある。原作はジム・スターリン、作画はジョージ・ペレスとロン・リム。本作は同名のクロスオーバー・イベントの中核であり、プロット要素のいくつかは他誌のタイイン号でも扱われた。初出のコミックブック以外にも数多くの形式で再版が行われている。
異星人の虚無主義者サノスが6個の「インフィニティ・ジェム」を集め、自らのガントレットにはめ込んだところで本作は幕を開ける。すべてのジェムのパワーを手にしたことで神同然の地位に昇ったサノスは、死が具現化した存在であるミストレス・デスの愛を勝ち取ろうとする。サノスはそのパワーをもって全宇宙の生命体の半数に死をもたらし、アダム・ウォーロックは生き残った地球のヒーローを糾合して戦いを挑む。その後、「インフィニティ・ガントレット」がサノスの孫娘ネビュラの手に落ちると、サノスはヒーロー側について奪還を試みる。最終的にガントレットを手にしたのはウォーロックであった。サノスが引き起こした死と破壊はガントレットのパワーで修復された。
本作のルーツは1970年代にさかのぼる。当時マーベル社で原作と作画を兼務していたスターリンは、作品中でサノスやインフィニティ・ジェムといったアイディアを展開していた。スターリンは1990年に『シルバーサーファー』第3シリーズ第34号から同誌の原作者に就任し、ペンシラーのリムとともに16号にわたって執筆をつづけた。そのストーリーは全2号のサイドシリーズ『サノス・クエスト』に発展し、そして本作『インフィニティ・ガントレット』に結実した。本作の作画は第4号まで人気作家ペレスが担当したが、ペレスがスケジュール的な問題を抱えており、ストーリーにも不満があったことでリムに交代した。
本作はマーベル社のトップセラーとなり、直後に続編『インフィニティ・ウォー (Infinity War)』（1992年）および『インフィニティ・クルセイド (Infinity Crusade)』（1993年）が作られた。本作の出来事はマーベル社の作中世界で大きな事件となっており、初出から三十年近く経ってなお言及されることがある。ファンの間での人気も依然として高く、再版本や関連商品の発売が断続的に続いている。本作の題材やプロットはビデオゲーム、アニメシリーズで何度も再利用されており、2018年の映画『アベンジャーズ/インフィニティ・ウォー』にも本作の内容が取り入れられている。

## 刊行の履歴

### 背景
本作の中心キャラクターであるサノスはジム・スターリンによって作りだされ、『アイアンマン』第55号（1973年2月）で初めて世に出た。スターリンは原作・原画を務めていたマーベル社の月刊誌『キャプテン・マーベル』でサノスを悪役として使い、キャラクターを発展させていった。一連のストーリーラインは「第一次サノス・ウォー (First Thanos War)」として知られるようになった。その完結直後、スターリンは1974年7月までで『キャプテン・マーベル』誌を離れた。
スターリンは1975年に『ストレンジ・テールズ』の原作・作画を任された。スターリンは同誌で展開されていたアダム・ウォーロックのストーリーを引き継ぐと、ウォーロックのキャラクターを大幅に変更するとともに、インフィニティ・ジェムの設定を作り出した。スターリンはサノスをヒーロー側で再登場させ、次に敵に回らせた。この長篇ストーリーは1977年まで続き、「第二次サノス・ウォー」として知られるようになった。2編のサノス・ウォーは短期間に続けて刊行されたため、合わせて一つのストーリーラインだとみなされることがある。どちらのストーリーも宇宙を舞台としていたため、スターリンは「コズミック」テーマの作家と考えられるようになった。
第二次サノス・ウォーの完結後、スターリンはマーベルで持っていた連載をすべて返上した。その後1980年代を通じて、マーベルではグラフィックノベル『キャプテン・マーベルの死』やクリエーター・オウンド作品『ドレッドスター』など単発のプロジェクトしか手掛けなかった。その一方、DCコミックスでは『バットマン』や『コズミック・オデッセイ』のような注目度の高い作品を出している。1990年のインタビューでスターリンは、「第一次サノス・ウォー」のタイイン号でサノスを使った原作者は何人もいるが、好きなように使うことを許されている原作者は自分だけだと述べた。

### 制作

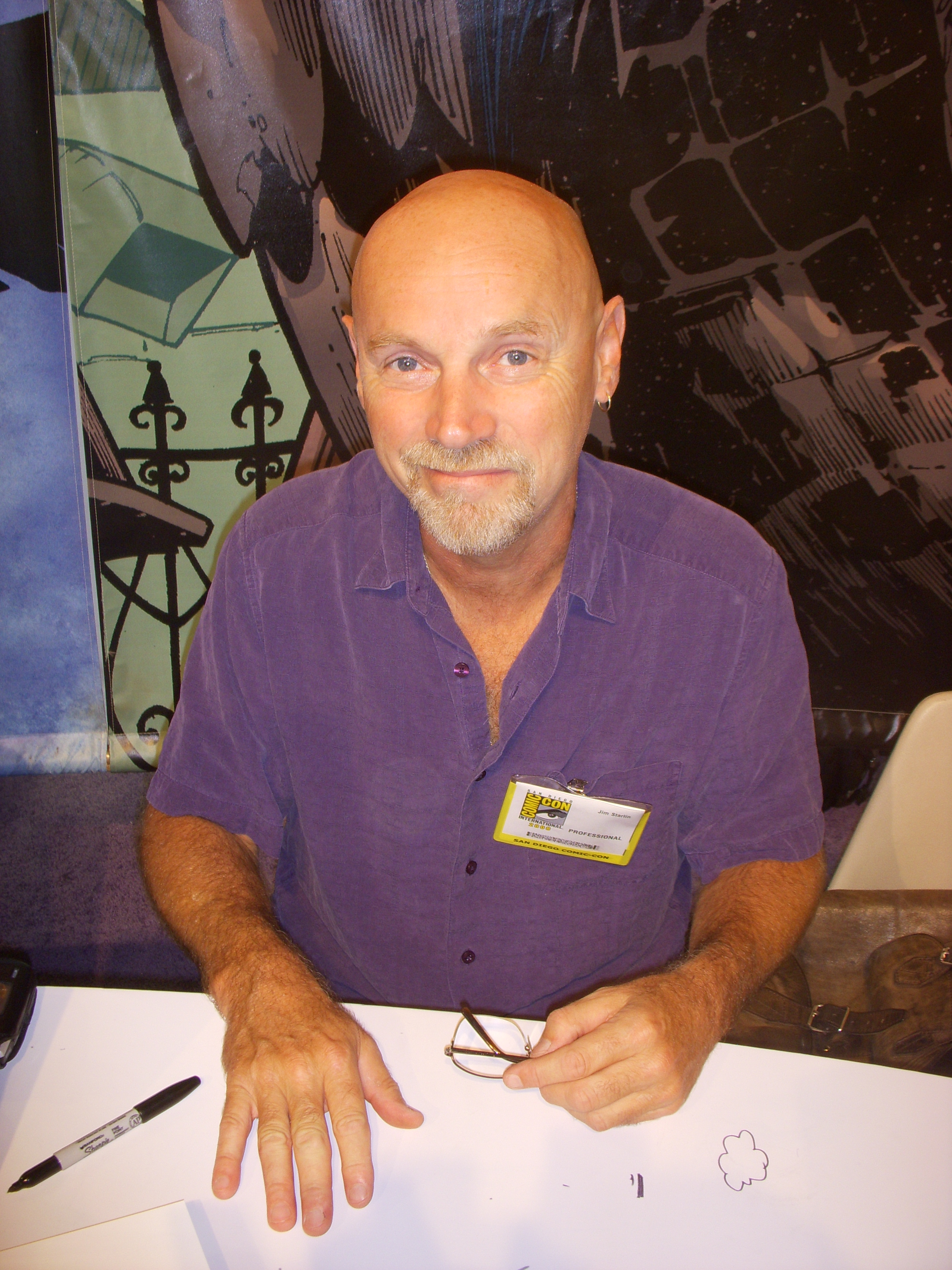
シリーズ原作者、ジム・スターリン（2008年撮影）。

1988年、スティーヴ・イングルハートはライターを務める『シルバーサーファー』でインフィニティ・ジェムとミストレス・デスを登場させた。さらにミストレス・デスが敵に復讐するためにサノスを利用する続編ストーリーを構想し、編集部に許可を求めた。しかし総編集長トム・デファルコはサノスのことを知らなかった。説明を受けたデファルコはこのストーリー案を気に入り、夏の大型クロスオーバーのために温存しておくことにした。このときデファルコは、1988年のクロスオーバー「エヴォリューショナリー・ウォー」と同じく、リミテッド・シリーズではなく複数のレギュラーシリーズのアニュアル号上でストーリーを展開する刊行形式を指示していた。
マーベルはサノスと関係の深いスターリンを呼び戻し、本作の原作者に迎えた。スターリンは直近に読んだヴィルヘルム・ライヒ、カルロス・カスタネダ、ロジャー・ゼラズニイからの影響で、サノスを何重にも奥行きを持ったキャラクターとして描こうと決めた。スターリンは本作をサノスの物語の最終幕にする（遠からず覆されるとしても）つもりで執筆を始め、中盤を越えたところでサノスをアンチヒーローとして扱うことに決めた。多岐にわたるプロットと配役を整理するため、スターリンは壁にかけた大きな合板にインデックスカードを貼っていった。
スターリンは第34号（発行日表示1990年2月）から『シルバーサーファー』の原作を書き始めた。最初の4号ではサノスが改めて紹介され、新章の開幕を告げた。当初、スターリンと担当編集者クレイグ・アンダーソンは本作を『シルバーサーファー』誌だけで完結させる計画だった。しかし、マーベル社を買収したばかりの新オーナーはIPをすべて最大限に活用するよう指示を下した。サノスの帰還が大きな話題を呼んだことに乗じて、物語の第2幕は全2号のスピンオフ・シリーズ『サノス・クエスト (Thanos Quest)』（1990年秋）で描かれた。その後のストーリーは『シルバーサーファー』第44号に続いた。スターリンとアンダーソンは再び同誌上でストーリーを完結させようとしたが、『サノス・クエスト』の売れ行きが好調だったことでスピンオフ第2弾が企画された。『シルバーサーファー』誌上での展開は第50号で終わり、リミテッド・シリーズ『インフィニティ・ガントレット』が始まった。
スターリンは『シルバーサーファー』第46号でアダム・ウォーロックと関連キャラクターを再登場させた。ウォーロックを登場させるつもりがないならほかの原作者に渡すと編集者から迫られたためであった。スターリンはその原作者の作品を高く評価していなかったため、ウォーロックを自分のストーリーに取り入れることに決めた。
スターリンは本作で人気キャラクターを死なせるつもりだったが、マーベル編集スタッフは異を唱えなかった。スターリンによれば、その理由の一つはアンダーソンが同僚にストーリーの細部を伝えていなかったためである。ただし、編集者らは担当キャラクターのうち本作に貸し出せるものを選別した。たとえばX-MENの編集者ボブ・ハラスはサイクロプスとウルヴァリンしか使うことを許さなかった。それ以外のX-MENキャラクターは絵に描かれないところで死ぬなどして物語から退場した。編集者たちが非協力的だったのは、夏のクロスオーバーイベントが実施され始めてからそれほど年数が経っていなかったせいもある。
人気の作画家ジョージ・ペレスは登場人物が多い作品を描くことで定評があった。ペレスは1970年代にマーベルの『アベンジャーズ』で頭角を現し、その後DCに移籍して『ニュー・ティーン・タイタンズ』、『クライシス・オン・インフィニット・アース』、『ワンダーウーマン』などを手掛けた。ペレスは1984年にDC社と専属契約を結んだ。マーベル社の原作者・作画家ジム・ヴァレンチノはこの契約が1990年8月で失効することを知ってペレスに電話をかけ、自身が原作と原画を務める『ガーディアンズ・オブ・ギャラクシー』で表紙のインキングを行うよう依頼し、承諾を得た。ヴァレンチノの担当編集者でもあったアンダーソンからそれを伝え聞いたスターリンはペレスに電話し、『インフィニティ・ガントレット』の原画を依頼した。ペレスはスターリンやアンダーソンと条件を詰めた上で依頼を受けた。大人数シーンを描くのを好んでいたペレスは、古巣マーベルのファンの「度肝を抜く」ため、登場人物をなるべく増やすようにスターリンに頼んだ。ペレスは1991年のインタビューにおいて、『シルバーサーファー』と『サノス・クエスト』のペンシラーであったロン・リムを差し置いて自分に声がかけられたのは、リムが多忙だったためだという推測を述べた。
ペレスはDC社では作画だけでなく原作も行っていたが、マーベルキャラクターの現状には詳しくなかったため、『インフィニティ・ガントレット』では完全なスクリプトに基づいて作画に専念することに同意した。この制作体制はペレスにとって窮屈に感じられ、早い段階から「腹も立ったし、うんざりした」という。スターリンはスクリプトとともに参考用のコマ割り案を作成していたが、ペレスはスターリンの許可のもとで自由にコマ割りを行い、あるシーンのスペースを増やしたり、前後を入れ替えたりした。
表紙画はプロモーション素材として使われるため、ペレスは本シリーズ第1号の作画を終えるより早く第4号までの表紙原画を仕上げていた。しかしペレスは当時のマーベル・ユニバースの状況を知らなかったため、第3号の表紙ではソーやクェーサーなどのキャラクターを旧コスチュームで描いてしまった。ペレスは描き直しを命じられて意気消沈した。
ペレスは本作の制作と並行してDCコミックスでも『ウォー・オブ・ザ・ゴッズ』の原画を行っていた。同作はワンダーウーマンのミニシリーズで、ペレスによると「非常に神経を使う」プロジェクトであった。どちらのプロジェクトも進行が遅れはじめたため、ペレスは『ウォー・オブ・ザ・ゴッズ』の仕事を辞退したいと考えたが、契約により叶わなかった。スケジュール的な重圧により、また作画と原作を兼任するスタイルに馴染んでいたこともあり、ペレスはスターリンのスクリプトへの不満を募らせていった。内容に比してページを使い過ぎだというのがペレスの主張であった。意欲の減退によって作画の手も鈍り、スケジュールはさらに遅れていった。
ペレスが第4号の締め切りを守れないことが確実になると、デファルコは『シルバーサーファー』の正ペンシラーであったロン・リムに第4号の作画を完成させるよう依頼した。さらにデファルコはシリーズの作画をリムに譲ることをペレスに了承させた。ペレスはこの交代劇に納得しており、初めからリムが作画を担当するべきだったと後に述べた。ペレスはシリーズ完結までリムの表紙イラストのインキングを行い、何も遺恨がないことを示した。マーベル経営陣はペレスの降板によって売れ行きが落ちることを危惧したが、リムの手掛けた号は尻上がりに売り上げを増やしていった。
ペレスの代打を務めるため、リムは『キャプテン・アメリカ』を降板しなければならなかった。リムは作画家としてペレスから影響を受けたことを公言しており、その仕事を奪ったことで「心が痛んだ」という。その上、非常に多くのキャラクターが登場する本作はリムのキャリアの中でもっとも困難な仕事であった。それでもリムは、『インフィニティ・ガントレット』の図像的な面を担うことが「楽しかった」と発言した。
本作の売り上げを知ったペレスは、降板によって数万ドルと思われる印税収入を失ったと気づいた。しかし、本作に続編の企画があることを知ると後悔はなくなった。スターリンと同じく、ペレスも本作がサノスの最後のストーリーになると信じて仕事を受けていた。

### 刊行
ジャーナリストのショーン・ハウの表現によれば、本作の刊行までの数か月、マーベル社のマーケティング部はこのイベントを「煽りまくった」。プロモーションの一環としてダイレクト・マーケット傘下の小売店に配布された宣伝キットには、本シリーズの内容を詳しく述べた書状、レジ横に掲示する販促材料、18×36インチのポスターなどが含まれていた。PR誌『マーベル・エイジ』第91号（1990年8月）には「サノス・クエスト」の特集とスターリンのインタビューが掲載され、続いて第99号（1991年4月）では『インフィニティ・ガントレット』第1号のプレビューが7ページ掲載された。『コミックス・インタビュー』第94号（1991年3月）でも本作の特集が組まれ、8ページにわたってペレスのインタビューが載った。スターリンは『コミックス・シーン』第19号（1991年4月）のインタビューで本作について語った。
『インフィニティ・ガントレット』リミテッド・シリーズは1991年7月から12月まで（発行日）月刊で発行された。どの号もコミック専門店とニューススタンド（スーパーマーケット、デパートを含む）の両方で販売された。表紙イラストレーションはどちらの版でも共通だったが、ニューススタンド版でバーコードが印刷されている位置に、コミック専門店版ではマーベル30周年を記念するイラストレーションが入っていた。各号は全48ページ、定価2.5ドルであった。この当時マーベル社の平均的なタイトルは全24ページ、定価1ドルだった。

### タイイン
マーベル社のコミックブックは互いに繋がりあっているので、『インフィニティ・ガントレット』に主役キャラクターを貸し出したオンゴーイング・シリーズの一部では、メインプロットを別の視点から描くストーリーや、作中の出来事から生じたサイドストーリーが同時展開された。それらの号では表紙右上隅に "An Infinity Gauntlet Crossover" と書かれた三角形のマークが付けられた。これらのいわゆるタイイン (tie-in) 号の内容がリミテッド・シリーズに逆輸入されることはなく、読まなくてもプロットに穴は生じなかった。『ドクター・ストレンジ』第36号では事件終結後のストーリーが描かれ、表紙には「インフィニティ・ガントレット・エピローグ」と表示された。
「シークレット・ウォーズ」、「クライシス・オン・インフィニット・アース」、「アーマゲドン2001」などのクロスオーバーイベントでは、その出版社のタイトルのほとんどでタイインが行われたが、本作のタイインに参加したのは、メインストーリーに関わるキャラクターの出演作やテコ入れを必要としていたタイトルのみだった。売れ行きの悪いタイトルにおけるタイインについて、ペレスによるとマーベルの方針は「やらないとただじゃおかないぞ」というものだった。スターリンはタイイン号のプロット作成には関与せず、手を挙げたライターに自らの執筆プランを明かし、使いたい要素を自由に選ばせた。スターリンはマーベルキャラクターの現状に暗く、スリープウォーカーに至っては存在さえ知らなかったため、こうしたやり方が最善だと考えた。
| タイトル                 | 号      | 発行月     | 原作                                 | 作画                        |
| Cloak and Dagger (vol 3) | 18      | 6月        | Terry Kavanagh                       | Dave Cross and Sam Delarosa |
| Doctor Strange (vol 3)   | 31-36   | 7月 - 12月 | Roy and Dann Thomas                  | Tony DeZuniga               |
| Incredible Hulk          | 384-385 | 8月 - 9月  | Peter David                          | Dale Keown                  |
| Quasar                   | 26      | 9月        | Mark Gruenwald                       | Dave Hoover                 |
| Silver Surfer (vol 3)    | 51-59   | 7月 - 11月 | Jim Starlin (51-52) Ron Marz (53-59) | Ron Lim and Tom Christopher |
| Sleepwalker              | 7       | 12月       | Bob Budiansky                        | Bret Blevins                |

### 合本と再版
1992年、続編『インフィニティ・ウォー』の発刊と時期を合わせて『インフィニティ・ガントレット』ミニシリーズを全1巻にまとめたソフトカバー単行本が発売された。この当時は人気作しか単行本化されていなかった。同書の表紙はペレスによる新イラストレーションと箔押しロゴで飾られていた。後の増刷では表紙イラストレーションが別人のものと変わり、箔押しは省略された。標準小売価格19.95ドルは収録号を定価で揃えるより5ドル高かった。
2006年6月、『アナイアレーション (Annihilation)』の刊行と合わせてソフトカバー単行本の第2版が発売された。『アナイアレーション』はキース・ギフェンとアンドレア・ディ・ヴィトによるコズミックテーマのクロスオーバー作品で、本作と同じくサノスとシルバーサーファーが活躍するものだった。この版ではミニシリーズ第1号の表紙が流用され、直後に初単行本化された続編『インフィニティ・ウォー』および『インフィニティ・クルセイド』と共通のトレードドレスが付与されていた。この版は発売月の発行部数が約2500冊で、ダイアモンド・ディストリビューションによるとコミック単行本のベストセラー第33位であった。2006年には『シルバーサーファー』に掲載された本作の前日譚4号分と『サノス・クエスト』全2号を収録した選集『リバース・オブ・サノス (The Rebirth of Thanos)』が発売された。
2010年7月、「マーベル・プレミア・クラシック」シリーズの第46巻として本作のハードカバー版が刊行された。同シリーズの通例として表紙の異なる二種類のバージョンが作られた。スタンダード版の表紙は、艶消し黒の地の上に、ミニシリーズ第4号の表紙から取られたサノスのイラストとメタリックレッドのタイトルロゴが描かれていた。コミック専門店限定のヴァリアント版では、黒と赤の背景の上にオリジナル版第1号の表紙が50%に縮小されて描かれ、背表紙に巻数が表示されていた。
2011年、ソフトカバー第3版が販売された。第1刷では「プレミア・クラシック」スタンダード版の表紙が再利用されていたが、増刷ではオリジナル版第1号の表紙に戻った。2012年の映画『アベンジャーズ』でエンドロール後にサノスが登場すると、この版の売れ行きが上昇した。
2014年7月、全1248ページのオムニバス版『インフィニティ・ガントレット』が発売された。『シルバーサーファー』誌の前日譚、『サノス・クエスト』、刊行当時のタイイン号を収録したハードカバーであった。またタイインとは銘打たれなかったがストーリー的な関連がある号も収められていた（収録誌は『インクレディブル・ハルク』、『クェーサー』、『シルバーサーファー』、『スパイダーマン』）。ミニシリーズ版第1号の表紙イラストを流用した通常版はコミック専門店と一般書店の両方で販売されたが、コミック専門店ではスターリンが表紙を描いたヴァリアント版も発注することができた。
マーベルが2015年4月に刊行した「トゥルー・ビリーバーズ」シリーズの第1弾には『インフィニティ・ガントレット』第1号が収録された。同シリーズは安価な再版本からなり、マーベルの過去作から人気タイトルを選んで新しい読者に紹介するためのものであった。
2018年3月、ハードカバー12冊からなる500ドルのボックスセットが発売された。収録作は「インフィニティ・ガントレット・プレリュード」から始まり、「インフィニティ」のタイトルを冠したクロスオーバー三部作、それらのタイイン誌、三部作の間を埋めるストーリー、そしてボーナス・ストーリーなどを収めた528ページの「コンパニオン」であった。
どの版でも単行本の絵とストーリーはオリジナル版と同一だが、後の版ではミニシリーズ第6号のミスが修正されている。オリジナル版では、広告ページが挟まった関係で、2ページ見開きとして描かれた戦闘シーンが1枚の紙の表裏に印刷されてしまっていた。単行本では広告がないため、問題のシーンは意図通りに印刷されている。

### 日本語版
1996年4月から10月まで、小学館プロダクションより発行されていたマーヴルクロス誌に掲載された。1号から6号に1話ずつ全6話が完全収録されている。翻訳は秋友克也による。これは秋友の商業翻訳デビュー作にあたる。
本作を原案とする映画『アベンジャーズ/インフィニティ・ウォー』の公開を翌年に控えた2017年12月、小学館集英社プロダクション（小学館プロダクションより改名）からミニシリーズ全6号を収録した日本語版単行本が刊行された。翻訳は堺三保による新訳。

## 登場人物

### 主要キャラクター
サノス異星種族タイタン人の一人で、強大なパワーを持つ虚無主義者。エターナルズの指導者メンターの息子で、エロスの兄。ミストレス・デスを愛しており、本編開始以前からその愛を勝ち取るためにパワーの探求を行っていた。しかしデスはサノスを自らの注目に値するとみなさず、しもべを通じて間接的に言葉をかけるのみである。
ミストレス・デスマーベルユニバースにおける死が具象化した存在。顔と両手だけが露出した紫のローブを着用する。外貌は美しい女性とも骸骨とも見える。コズミック・ビーイング（宇宙的存在）の一人。
アダム・ウォーロック禁欲的なヒーロー。第二次サノス・ウォーでサノスの野望を阻んだ。その際ソウル・ジェムの中の世界ソウル・ワールドに封じ込められたが、そこで平穏な生活を享受していた。
ネビュラ宇宙海賊の一味の頭目。サノスの孫娘を自称し、サノスがかつて乗っていた宇宙船を所有している。彼女を気に入ったサノスから実際に養子縁組を受けている。
テラクシア一向に自分に振り向いてくれないデスに業を煮やしたサノスが、インフィニティ・ガントレットの能力で創造した「完璧な」恋人。

### コズミック・ビーイング
ギャラクタス癒されることのない飢餓により、宇宙を渡り歩いて惑星を喰らう存在。
ストレンジャーひたすら知識を追求し続けるコズミック・ビーイング。
ラブとヘイト愛と憎悪の感情を司る二柱で一組のコズミック・ビーイング。
マスター・オーダーとロード・カオス秩序と混沌を司る二柱で一組のコズミック・ビーイング。
セレスティアルズ宇宙全土にわたって、全生命体の進化を促進するために遺伝子への干渉実験を繰り返す全知全能の存在。全身鎧を着込んだ巨大なヒューマノイドのような外観を持つが、本体は高次元の存在であり数百体以上存在する。
クロノス時間の神であり、と古代種族エターナルズの指導者であったが、物理的な存在を超越した。
エポッククエーサーに宇宙の守護者としての任を与えた超宇宙生命イオンの子。惑星サイズの頭部の形をしている。
ウォッチャー全多元宇宙の永遠の監視者。
エターニティ全宇宙の生命と時間の集合的存在であり、無限数の全多元宇宙、全多次元、全時間軸を支配する全知全能の存在、体内に無限数の多元宇宙を内包している。
リビング・トリビューナル無限×無限数の全多元宇宙、全多次元、全時間軸及び、過去、未来、現在、可能性宇宙の調和を守り、監視し、それを乱す者を裁く全知全能の存在。インフィニティ・ジェムやエターニティを遥かに超える権能を持つ。

### サノスの敵対者
シルバーサーファー人間型の異星人。コズミック・ビーイングであるギャラクタスの先触れとなり、その食料とするために生命体が住まう惑星を探していた。ギャラクタスに背いて自由の身になると、先触れとして与えられたパワーを用いて悪と闘うことで、大量殺人に加担した罪への贖罪を行っている。
ピップ・ザ・トロル小鬼のような異星人。アダム・ウォーロックの友人。
ドラックス・ザ・デストロイヤーサノスを倒すため、クロノスによって転生させられた元地球人。
エロスサノスの弟。笑顔によって他者の快楽中枢を刺激し、感情を操作する。
ファイアロードシルバーサーファーと同じく元ギャラクタスのヘラルド。超高熱の火炎を操る。
クエーサークォンタム・バンドという腕輪を武器とするコズミック系ヒーロー。
メフィストマーベル世界の地獄を支配する悪魔。シルバーサーファーの旧敵。サノスに媚びへつらうが、その実サノスを操って敗北に導こうとしている。

### 地球のヒーローとヴィラン
ドクター・ストレンジ
キャプテン・アメリカ
アイアンマン
ソー（エリック・マスターソン）
ハルク
ウルヴァリン
サイクロップス
スカーレット・ウィッチ
ヴィジョン
シーハルク
スパイダーマン
ネイモア・ザ・サブマリナー
クローク
ドクター・ドゥーム

## あらすじ

### 前日譚
全宇宙に存在する生命体の数が急速に伸長し、これまでに死んだ死者の数を越えた。ミストレス・デスはサノスに対し、宇宙の生命の半分を殺して均衡を回復するように命じる。サノスの目的を知ったシルバーサーファーは阻止しようとするが、サノスは干渉を逃れるため自らの死を偽装する。デスの次元に移ったサノスは、任務を達成する最善の方法を模索するうちに6個一組のインフィニティ・ジェムに目をつける。かつて自身が武器として使っていた強力な物体だが、想定を超える強大なパワーを所有者に与えることが判明したのだった。それぞれのジェム（スペース、タイム、リアリティ、マインド、ソウル、パワー）は宇宙の六つの相の一つを支配していた。サノスは宇宙を股にかけてジェムを集め、自身の左のガントレットに埋め込んでいく。すべてが集まったとき、サノスはデスに謁見し、今こそ対等の存在として言葉を交わしてくれることを期待する。しかし、デスはそれまでと同じく取次を介して言葉を伝えた。それはサノスが彼女よりも上位の存在となったためだった。
シルバーサーファーはサノスが生きていたことを知って戦いを挑む。新たに手に入れた力を誇示すべく、サノスはシルバーサーファーの魂をソウル・ジェムの中（ソウルワールド）に放逐する。そこでシルバーサーファーはアダム・ウォーロックと出会い、サノスの行状を伝える。ウォーロックはシルバーサーファーを現実世界に帰し、サノス打倒に協力することを約束する。シルバーサーファーはアベンジャーズや他のヒーローにサノスに備えるよう警告するため地球に向かう。その一方で、インフィニティ・ガントレットのパワーを感知したメフィストがサノスの下に現れ、パワーの使い道を助言しようと申し出る。その裏でメフィストはガントレットをわがものとする機会を待っていた。

### 本編

#### 第一話（1991年7月）
ドクター・ストレンジが自分の館でくつろいでいるところに突然大音響が轟く。屋根裏部屋に飛び込んだストレンジは、天井を突き破って落下してきたシルバーサーファーを発見する。意識朦朧のサーファーは「想像を絶する恐ろしい破滅が…止めなければ…サノスが復活した」と告げた。
その頃、無限の力を以ってしても愛するデスに振りむいてもらえないサノスは、虚空にデスを称える巨大神殿を出現させる。また、己の非情さをアピールするため、自分の孫娘ネビュラを腐敗した動死体に変えて見せびらかす。だがそれでもデスの歓心を得られなかったサノスは、メフィストの進言によりついに計画を実行することにした。
インフィニティ・ガントレットを嵌めた腕を掲げ、指をパチンと一つ鳴らす。たったそれだけで全宇宙の生命の半分が消去された。スパイダーマンの恋人のMJが、アベンジャーズのメンバーが、ニック・フューリーが、ドクター・ストレンジの執事が、そしてスクラル帝国でも、衛星タイタンのエターナルズのコロニーでも。運良く生き残った者は、それぞれの大切な人々の消失を知り、驚愕と絶望に捕らわれた。

#### 第二話（1991年8月）
大消失に見舞われた地球では、火災や飛行機事故などが頻発しており、生き残ったヒーローたちが人々の救出に死力を尽くしていた。またクリー帝国では、この大消失は宿敵スクラル帝国の陰謀であるとし、報復艦隊が発進していた。半数の神々が消去されたアスガードには、ギリシャやケルトを始めとする神々が集合し、善後策を検討していた。
その時、ドクター・ストレンジの精神に何者かが接触し、サノスと戦う軍団を集めることを提案する。
エターナルズのエロスは、衛星タイタンのコロニーからテレポートされ、サノスの捕虜になる。サノスの精神操作を試みるエロスだったが、ガントレットの力で能力を封じられてしまう。
時を同じくしてドクター・ドゥームも怪しい動きを始めていた。「やがて自分が支配すべき臣民たち」を消失させられたという怒りと、この混乱の原因からさらなる科学と権力を得ようとする欲望が彼を突き動かしていたのだ。ストレンジの屋敷に侵入し、この大消失の原因をむりやり聞きだそうとしたドクター・ドゥームは、シルバーサーファーと戦闘になる。そこに割って入ったのは、ソウルワールドから現実世界に復活したアダム・ウォーロックとピップ・ザ・トロルだった。
大消失を引き起こし、加えてネビュラとエロスを様々な方法で責め苛んでもデスに振り向いてもらえないサノスは、ついに怒りを爆発させる。ガントレットの引き起こした怒りの衝撃波は銀河系の四分の一を蹂躙し、ギャラクタスが喰らおうとしていた星も砕かれてしまう。宇宙的な飢えを満たす機会を奪われたギャラクタスは激しい怒りを押さえつけ、知略をめぐらせつつ時を待つ。

#### 第三話（1991年9月）
アベンジャーズの基地へ転移したドクター・ストレンジ、アダム・ウォーロック、シルバーサーファー、ドクター・ドゥーム、ピップは、サノスに対抗する軍団の編成をキャプテン・アメリカに持ちかける。ストレンジのテレパシーによる呼びかけに応え、ポータル（空間転移門）から地球のヒーローの生き残りが続々と現れる。
地球ヒーロー軍団の編成をキャプテン・アメリカに任せたアダムとサーファーは、新たなポータルを通って銀河の果てへ向かう。そこには、エポックとクエーサー、エターニティ、時の巨神クロノス、ロード・カオスとマスター・オーダー、ラブ＆ヘイト、ストレンジャー、ギャラクタス、2体のセレスシャルズといったコズミック・ビーイングたち、そしてウォッチャーのウァトゥとリビング・トリビューナルが参集していた。
全多元宇宙の全生命体の統合体であるエターニティは、審判者リビング・トリビューナルにサノスの暴虐への懲罰を求める。しかし多次元宇宙の調和を守るリビング・トリビューナルは、今回のサノスの行動はこの宇宙における至高の地位をめぐる自然淘汰のひとつに過ぎず、「弱肉強食」は宇宙の基本原則のひとつである、として本件への関与を却下した。またウォッチャーも、傍観者たる自らの立場を表明して去った。アダムは残った他のコズミック・ビーイングたちに攻撃計画への参加をもちかける。
一方、デスの態度に業を煮やしたサノスは、完全なる愛人テラクシアを創造する。しかしそれでもデスは一顧だにしなかった。神殿の上に出現したウォッチャーを見てヒーローたちの襲来を予測したサノスは、彼らを皆殺しにすることをデスに宣言する。
時は来た。ストレンジの魔具「アガモットの眼」が大きなポータルを開く。アダムとサーファーが先行し、サノスの神殿から一光年の位置についた。ピップのカウントダウンに合わせて戦士たちがポータルをくぐり、神殿に突入する。
しかしアダムが立案したのはあまりに非情な計画であった。地球を代表するスーパーヒーローである彼らですら、陽動であり、捨て石にすぎなかったのだ。

#### 第四話（1991年10月）
ソー、ファイアロード、ネイモア、アイアンマンがサノスに突撃する。サノスは笑いながら指を鳴らした。その瞬間、全多元宇宙の時間が停止した。停止をまぬがれたのはサノスの周囲のわずかな範囲のみである。しかし、メフィストの「デスに対して貴方様の勇気を示すのです」というささやきに応じ、サノスはパワー・ジェム以外の5個のジェムの能力を遮断する。「こうすれば奴らにも0.05％程度は勝つ望みがあろう」とうそぶき、サノスが再び指を鳴らすと時が動き出した。
ヒーローたちの攻撃がサノスに集中する。しかしそれを物ともせず、サノスの反撃が始まった。次々に殺されていくヒーローたち。最後に残ったキャプテン・アメリカは一騎討ちを挑む。サノスの拳が不壊のシールドを打ち砕き、キャップを殴り殺そうとした瞬間、ガントレット目掛けて一光年先からシルバーサーファーが超スピードで突っ込んだ。しかしわずかな差でガントレットを奪うことは出来ず、キャプテン・アメリカも死んだ。危うく敗北を免れたサノスは冷静さを取り戻し、ジェムの機能を復活させる。
アダム・ウォーロックの第一のプランは敗れた。そしてアダムはコズミック・ビーイング達を召喚する。

#### 第五話（1991年11月）
コズミック・ビーイングたちは次元を歪めるほどの猛攻をサノスに加える。メフィストは叛意を露にし、ミストレス・デスも敵方に回った。しかしすべての攻撃は無駄だった。6つのジェムの力で全知全能を超えたサノスは彼ら全員を凍結封印し、自らを至高の神であると宣言した。
そしてついにエターニティが戦いを挑んだ。多元宇宙を吹き飛ばすほどの爆発が起こり、ついに決着がついた。サノスの精神はエターニティに取って代わり、この宇宙と同一化したのだ。その時、一瞬の隙を突いた動死体ネビュラが、無防備なサノスの肉体からガントレットをひったくった。
生気溢れる肉体を取り戻したネビュラが最初に行ったのはサノスへの復讐だった。一瞬にして無力となったサノスとテラクシアを宇宙空間に放り出したのだ。窒息したテラクシアは死に、サノスは死を覚悟した。しかしその瞬間、サノスはアダムが作ったポータルによって地球のアベンジャーズ基地に転送された。
アダムはサノスに内密の会話を求め、彼がガントレットを失うことを予期していたと告げる。サノスは自らが全能の力にふさわしくないと心の深奥で悟っており、無意識に敗北を求めたのだという。ソウル・ジェムに封じられていたウォーロックは、ジェムを持つ者の心を見通すことができたのだった。打ちのめされたサノスは説得を受け入れ、ネビュラ打倒に協力する。
形勢逆転に成功したネビュラだったが、ガントレットのもたらす超知覚と力を持て余した彼女の精神は崩壊しかけていた。

#### 第六話（1991年12月）
アダム、サノス、シルバーサーファーらはポータルを使って神殿に転移する。死んだと思っていたサノスの挑発に乗ったネビュラは短慮な命令を下してしまう。「ガントレットを私の手に残したまま、それ以外の全てを24時間前の状態に戻す!」一瞬で世界は旧に復し、ネビュラは動死体に戻った。
自らの策が成功したことに満足し、悠々とガントレットを回収に向かうサノスだったが、次の瞬間にはネビュラが復活していた。ガントレットは着用者の思考だけで発動するのだ。
しかし間をおかず、復活したコズミック・ビーイングたちによる一斉攻撃がネビュラを襲う。ネビュラは必死の防戦を繰り広げるが、彼女にはサノスほどの精神力や経験が足りなかった。
大混乱のさなか、アダムとサーファーはソウル・ジェムの内部に転移していた。サーファーを現実世界との絆として残し、アダムは自分の存在を拡張していく。ソウル・ジェムと同化を果たしたアダムは他の5つのジェムに干渉してガントレットの調和を破る。その瞬間、エネルギーがオーバーフローしたガントレットをネビュラが取り落とす。サノスとヒーローたちは地に落ちたガントレットに殺到する。しかしガントレットを手にしたのは、実体化したアダム・ウォーロックだった。
投獄されるよりも死を選んだサノスは、ベルトに仕込んでいた核兵器を起動させ、虚空で自爆する。ネビュラはエロスによって拘引されていった。ヒーローたちはガントレットの所有権に異議を唱えるが、ウォーロックは有無を言わさず彼らを地球に送り返す。その後、ウォーロックは60日後の未来に移動し、名前のない惑星を訪問する。そこには、実は生存していたサノスが一介の農夫として暮らしていた。サノスはウォーロックに対し、力の追求を放棄して静かに内省的な生活を送るつもりだと告げる。

### エピローグ
ストレンジはウォーロックを訪問し、新たなパワーに適応できたか確かめようとする。ウォーロックは宇宙から利己的な欲望と競争心を消し去るつもりだと明かす。ウォーロックはそれが戦争や不和をなくすことになると信じていたが、ストレンジの価値観はそれを許さなかった。ストレンジの魔法により、ソウル・ストーンはウォーロックに、欲望と競争心を失った生き物は単なる動物であることを見せる。ウォーロックは考えを変え、自らの行動をより慎重に選ぶことを約束する。
エターニティはリビング・トリビューナルを招喚し、ウォーロックがインフィニティ・ガントレットを持つにふさわしいか審判を乞う。宇宙を支配する力を持つには精神的に不適格だと断じられたウォーロックは、ジェムのうち5個を自身が選んだ守護者たちに託すことを受け入れる。

## 評価

### 刊行時
本作は刊行後すぐにヒットし、1990年代を通してもっとも影響力の大きいストーリーラインの一つとなった。当時全米でコミックブックの取次を行っていた両社（ダイアモンド・ディストリビューションとキャピタル・シティ・ディストリビューション）とも、本シリーズの全号が発売月にベストセラートップテン入りを果たした。1991年9月、コミックブック・マーケットでの投機を扱う雑誌『ウィザード』は、本作第1号を「値上がり有望」リストの9位に、本作のプロローグが掲載された『シルバーサーファー』誌の2号をそれぞれ6位と10位に挙げた。本作第1号の価格はコレクター市場において定価2.5ドルから上昇していき、1992年末に9～10ドルで安定化した。
本作の派生シリーズ『ウォーロック・アンド・ザ・インフィニティ・ウォッチ (Warlock and the Infinity Watch)』の創刊号は『ウィザード』1991年12月号で推奨作品の筆頭に挙げられた。『インフィニティ・ウォッチ』のストーリーは本作の正式な続編『インフィニティ・ウォー (The Infinity War)』（1992年6月～）に続き、次いで続編第2作『インフィニティ・クルセイド (The Infinity Crusade)』（1993年6月～）が刊行された。他誌で本作のタイインを行った号も売れ行きは好調だったため、本作にキャラクターを貸し出したがらなかった編集者も、続編ではタイインに参加することを希望した。

### 後年
1990年代の終わりが近づくにつれて、『インフィニティ・ガントレット』への関心は薄れ始めた。2編の続編は好評を得られず、『インフィニティ・ウォッチ』は1995年に打ち切られた。同年、マーベル社はインフィニティ・ジェムをメインの作中世界から取り除き、買収したマリブ・コミックス社から取得したウルトラバース世界に移した。その後、ウルトラバースを舞台とするコミックは1996年に廃刊となった。『ウィザード』誌は1998年に本作を毎号のコミックブック価格リストから外した。ペーパーバック単行本の第1版は1999年を最後に再版されなかった。
図象としてのインフィニティ・ガントレットは人気を保ち続けた。マーベル社は同じディズニー傘下のESPNと提携してNBAの2010-2011年シーズンにプロモーション画像を制作したが、ESPN: The Magazine 2010年10月22日号に掲載された広告では、インフィニティ・ガントレットをつけたコービー・ブライアントが描かれていた。2011年にIGNが発表したコミックブック・イベントのオールタイムベストリストでは、本作が「その後に企画されたコズミック・テーマのイベントすべてのお手本」と紹介された。
2012年の映画『アベンジャーズ』にサノスがカメオ登場すると、ファンとメディアの間で本作への関心が再燃した。2014年10月にはアベンジャーズの映画第3作・第4作のタイトルが『インフィニティ・ウォー パート1』『同 パート2』であることが発表され、さらに関心が白熱した。2018年に予定された第3作『アベンジャーズ/インフィニティ・ウォー』（「パート1」は取り除かれた）の公開が近づくと、コミック関連のニュースサイトは本作の紹介や、どの要素が映画に取り入れられるかの予想を配信し始めた。そこで本作のストーリーは「伝説的」、「古典」、「象徴的」などと形容された。本作がその時点でも魅力を保っている理由として挙げられたのは、ペレスの作画や、古典的なヒーローたちをかつてない視点で描いたスターリンの手際であった。
好意的な関心ばかりではなかった。ドリュー・ブラッドリーは2013年に『マルチバーシティ・コミックス』でマーベルのコズミックテーマの作品について一連の書評を書き、本作のストーリーは素晴らしいが全編を通して読んだ時に限ると述べた。ブラッドリーは『シルバーサーファー』誌に掲載された前日譚を読むよう勧めたが、その時点で単行本化されていたのは一部に過ぎなかった。ポップカルチャーに関するウェブサイト『ホワット・カルチャー』において、マーク・ジノッキオは本作が過大評価されていると考える理由を列挙した。理由の一つは、ペレスからリムへの作画の交代が「違和感があって見過ごせない」ことであった。また、スターリンが70年代に書いていたサノスのストーリーの方が優れているにもかかわらず、本作の陰に隠れてしまっているという意見も述べられた。

### コミック界への影響
本作が作品評価の面でも商業面でも成功を収めたことで、オンゴーイング・シリーズ『ウォーロック・アンド・インフィニティ・ウォッチ』と、続編となる2編のクロスオーバー作品『インフィニティ・ウォー』（1992年）、『インフィニティ・クルセイド』（1993年）が発刊された。本作の結末は後年のストーリーラインにつながっている。例としては『サノス』（2003年）、『アベンジャーズ』第4シリーズ（2011年）、『シークレット・ウォーズ』（2016年）がある。これらのストーリーのいくつかではガントレットのパワーが弱体化されており、所有者が敵に圧倒されて敗北するシーンがたびたび描かれた。
『インフィニティ・ガントレット』の発売後数年にわたって、作中での出来事を別の観点から描くコミック作品が刊行された。マーベル・ユニバースにおける重要な事件が別の方向に進んだらどうなるかを扱うシリーズ『ホワット・イフ…?』では、様々なキャラクターがガントレットを手に入れたらどうなるかを描く物語が何度も作られた。マーベル・アドベンチャーズインプリントでは、2010年8月から全4号のリミテッドシリーズとして若年層向けのリメイク『アベンジャーズ・アンド・ザ・インフィニティ・ガントレット』が刊行された。原作はブライアン・クレビンジャー、作画は Brian Churillathe であった。クレビンジャーはオリジナル版と勝負しても叶わないと考え、骨格だけを使って意図的に異なる方向性で書いた。2015年のクロスオーバー『シークレット・ウォーズ』では、本作と同じタイトルを冠した全5号のリミテッドシリーズ（作者はゲリー・デュガンとダスティン・ウィーヴァー）において、本作の要素の一部を取り入れた物語が描かれた。

## 関連商品
本作のオリジナル版の刊行中、テナシティ社は正式なライセンスの下で表紙イラストレーションをプリントした黒Tシャツを作成し、マーベル社刊行物の広告ページを通じて限定販売した。Tシャツ前面にはミニシリーズ第4号の表紙が、背面には第3号の表紙が使われた。
刊行時に玩具展開は行われなかったが、それ以降に発売されたサノスのアクションフィギュアには、インフィニティ・ガントレットを着用した姿で造形されたりアクセサリとして附属するものがある。12インチサイズの「マーベル・セレクト」シリーズや、2インチサイズの「スーパーヒーロー・スクァッド」シリーズは一例である。2011年の「マーベル・ユニバース」シリーズでは、サノス、ウォーロック、ウォーロック用のガントレット、そしてミニシリーズ第3号の再版本がセットになったパックが販売された。本作のロゴをパッケージに使った玩具シリーズもある。例として、「ミニメイト」シリーズのフィギュアセット（2009年）や、ハズブロのサンディエゴ・コミコン限定セット（内容はサノスなどのフィギュアとフォーム製のガントレット）がある。
インフィニティ・ガントレットの形を模したライセンス商品も多数製作されており、貯金箱やイヤリング（シンク・ギーク）、栓抜き（ダイアモンド・セレクト・トイズ）、コーヒーマグ（エンターテインメント・アース）、オーブンミトン（ルート・クレイト）のような例がある。

## メディア展開

### ビデオゲーム
本作の刊行直後、そのストーリーラインを元にしたビデオゲームがカプコンから2本発売された。格闘ゲーム『マーヴル・スーパーヒーローズ』は1995年にアーケードでリリースされ、1997年にセガサターンとPlayStationに移植された。1996年にリリースされた『マーヴルスーパーヒーローズ ウォーオブザジェム』はスーパーファミコン用の横スクロールアクションゲームである。
2017年9月にカプコンは対戦格闘ゲーム『マーベル VS. カプコン:インフィニット』をPlayStation 4、Xbox One、Microsoft Windows向けに発売した。本作が直接の原作ではないが、一部のストーリー要素が取り入れられていた。カプコンは発売直後に同作の世界トーナメント「Battle for the Stones」を開催した。優勝者には賞金と電飾されたインフィニティ・ガントレット型トロフィーが授与された。

### アナログゲーム
2011年10月、ウィズキッズ社はコレクティブルミニチュアゲーム「ヒーロークリックス (Heroclix)」について、本作をモチーフにしたトーナメントを翌2012年に開催することを告知した。大会に参加する店舗は、ヒーロークリックスのブースター・パックを最小限購入することで、無料のゲーム・キットを受け取ることができた。トーナメントは1月から8月まで毎月1ラウンドずつ進行した。各ラウンドの参加プレイヤーには特別なゲーム・ピースが配布され、優勝者には本作のストーリーに登場するキャラクターの限定ピースが授与された。全8ピースの参加賞を組み合わせると、サノスがデスに贈った神殿となる。これはヒーロークリックスのトーナメントとして当時最大規模だった。

### テレビアニメ
テレビアニメシリーズ『スーパーヒーロー・スクァッド・ショウ (The Super Hero Squad Show)』では第1シーズンに「インフィニティ・ソード」が登場したほか、第2シーズン（2010年 - 2011年）で本作のストーリーが大まかに再現された。グリプトナイト・ゲームズは2010年にタイアップ作品『マーベル・スーパーヒーロー・スクァッド: インフィニティ・ガントレット』を複数のプラットフォームで発売した。
2014年、アニメシリーズ『アベンジャーズ・アッセンブル』第2シーズンの前半で本作のストーリーが使われた。サノスが主要キャラクターとなる2013年のクロスオーバー作品『インフィニティ』（原作ジョナサン・ヒックマン、原画ジム・チャン、ジェローム・オペナ、ダスティン・ウィーヴァ―）からも、サノスの配下ブラック・オーダーなどの要素が取り入れられた。

### 映画
2011年の映画『マイティ・ソー』では、ファンへの隠れメッセージとして、ジェムがはめ込まれたインフィニティ・ガントレットのプロップが登場した。このときまだマーベル・スタジオはマーベル・シネマティック・ユニバースに本作を取り入れる決定を下していなかった。『アベンジャーズ/エイジ・オブ・ウルトロン』（2015年）ではタイトルロール後にジェムのないガントレットを着用したサノスが写され、『マイティ・ソー バトルロイヤル』（2017年）では『マイティ・ソー』のガントレットが偽物だったことが明かされた。2018年の映画『アベンジャーズ/インフィニティ・ウォー』 は本作のコンセプトと主題を借用しており、サノスがインフィニティ・ストーンを集めるストーリーとなる。